# Stenocorus vittiger
Stenocorus vittiger (лат.) — вид жуков-усачей из подсемейства усачиков. Распространён в юго-восточной Канаде и северо-восточных США. Обитают в пойменных лесах, в которых преобладает клён серебристый. Имаго посещают цветки растений, в том числе нивяника обыкновенного.